# 台灣女人
《台灣女人》為澎恰恰於2005年7月29日發行的個人第四張原創專輯，陳國華製作，擎天娛樂發行。

## 曲目
1. 船隻
2. 阿嬤的老唱片
3. 紅花袂香
4. 傷心撥袂離
5. 高跟鞋
6. 心隨風在飛
7. 六十年前的一張批
8. 胭脂水粉
9. 青春嘸退路
10. 可憐一蕊花
11. 紅顏恨石